# 俄羅斯電影
俄羅斯電影是相關俄羅斯的電影文化。它開始於俄羅斯帝國，廣泛發展於蘇聯，在蘇聯解體後的幾年中，俄羅斯電影始終保持國際知名。 21世紀，俄羅斯電影開始於國際上流行，如House of Fools (film)、決戰夜和Brother (1997 film)。電影活動方面，1935年開始舉辦莫斯科電影節是世界影展歷史第二悠久，而尼卡獎是俄羅斯國家電影年度主要電影獎項。

## 電影文化
- 俄羅斯電影列表
- 莫斯科電影節
- 尼卡獎（英语：Nika Award）